# Torul
Torul je slovenska synthpop skupina. Sestavljajo jo Borut Bernik (ki nastopa tudi kot solo izvajalec Torul Torulsson), Maj Valerij in Borut Dolenec.

## Zgodovina
Ustanovitelj skupine in avtor imena, Torul Torulsson, je glasbeno aktiven že od 1990-ih. Kot Torul W so nastopili v raznih klubih, ko so bili pri založbi Low Spirit, in izdali singl "Waterproof Theme".
Leta 2010 so izdali debitantski studijski album Dark Matters. Z naslednikom In Whole leta 2011 so prestopili k založbi Infacted Recordings.
Leto kasneje so nastopili na nemškem festivalu Wave Gotik Treffen v Leipzigu.
Leta 2013 so izdali svoj tretji album Tonight We Dream Fiercely. Temu je sledila turneja po Evropi kot predskupina synthpop skupini Mesh.
Leta 2014 so nastopili na festivalu Amphi Festival.
V začetku leta 2016 je skupino zapustil vokalist Jan Jenko, ki ga je zamenjal Maj Valerij.

## Glasbeni slog
Torul igrajo v živo pesmi skupin The Cure ("Disintegration") in Tears for Fears ("Mad World").
Njihov slog črpa navdih iz indie popa, elektropopa, dark wavea, IDM-a in tudi electra.

## Diskografija

### Albumi
- Dark Matters (2010)
- In Whole (2011)
- Tonight We Dream Fiercely (2013)
- The Measure (2015)
- Reset (2016)
- Hikikomori (2019)
- Teniversia (2020)
- End Less Dreams (2023)

### Singli
- 2003 (kot Torul W): "Waterproof Theme" (Low Spirit)
- 2003 (kot Torul W): "Discreamer" (Low Spirit)
- 2007: "Start Like This" (Fargo)
- 2010: "It Was Supposed to Be Fun" (digitalna izdaja)
- 2010: "Saddest Song" (digitalna izdaja)
- 2011: "Try" (Infacted Recordings)
- 2011: "Partially Untamed" (Infacted Recordings)
- 2012: "Glow"  (Infacted Recordings)
- 2013: "The Fall" (Infacted Recordings)
- 2014: "All" (Infacted Recordings)
- 2016: "Saviour of Love" (Infacted Recordings)
- 2014: "Monday" (Infacted Recordings)
- 2018: "Explain" (Infacted Recordings)